# Mix Megapol 105,5 Borås
Mix Megapol 105,5 Borås är del av lokalradiostationen Mix Megapols nätverk som sänder i Borås. Sändningarna går även att höra via Mix Megapols mediaspelare på nätet.

## Bakgrund
Mix Megapol 105,5 Borås startade som Radio City 105,5 den 1 januari 1994 och sände lokalt dygnet runt. Stationen hade tidigare sänt via Dalsjöfors närradio på 90,3 under namnet Radio FRB. Den 6 februari 1997 blev stationen Radio Match för och anslöt sig då till Radio Matchstationerna i Jönköping och Värnamo. Den 5 maj 2006 blev stationen Mix Megapol 105,5 Borås. 

## Framtid
Enligt beslut som tagits kommer man att avveckla den lokala redaktionen i Borås och istället sköta sändningarna från Stockholm, fram tills årsskiftet, då kraven på lokalproducerat innehåll väntas slopas. Därefter kommer de nationella sändningarna från Mix Megapol ta över.

## Frekvenser
- 105,5 Borås
- 92,8 Ulricehamn
- 90,9 Kinna